# ایکس ویژن
ایکس.ویژن (X.Vision) نام برند تجاری ایرانی متعلق به صنایع مادیران است که تأمین کننده لوازم الکترونیکی مصرفی متعدد به بازارهای داخلی و بین‌المللی است.

## بازارهای منطقه‌ای
بازار اولیه X.Vision در ایران و خاورمیانه است. این شرکت محصولات خود را در یک کمپین در ماه اوت سال ۲۰۰۶، که در آن شرکت توزیع مادیران مسئول تمام جنبه‌های نام تجاری X.Vision در ایران شد راه اندازی کرد.